# Koknese
El municipi de Koknese (en letó: Kokneses novads) és un dels 110 municipis de Letònia, que es troba localitzat al centre del país bàltic, i que té com a capital la localitat de Koknese. El municipi va ser creat l'any 2009 després de la reorganització territorial.

## Ciutats i zones rurals
- Koknese (ciutat)
- Parròquia de Bebri (zona rural)
- Parròquia d'Irši (zona rural)
- Parròquia de Koknese (zona rural)

## Població i territori
La seva població està composta per un total de 6.091 persones (2009). La superfície del municipi té uns 360,8 kilòmetres quadrats, i la densitat poblacional és de 16,88 habitants per kilòmetre quadrat.